# Handel-Mazzetti-Preis
Der Handel-Mazzetti-Preis, auch Enrica-Handel-Mazzetti-Preis genannt, ist ein Literaturpreis, der im Jahre 1951 vom Land Oberösterreich eingerichtet wurde. Namensgeberin für die Auszeichnung war die damals in Linz wirkende Schriftstellerin Enrica von Handel-Mazzetti.
Der Literaturpreis wurde für Romane und Erzählungen vergeben, „in denen das historisch glaubhafte Bild einer Persönlichkeit oder einer Epoche der Geschichte Österreichs dargestellt wird“.

## Preisträger
(soweit bekannt)
- 1971: Erika Mitterer
- 1961: 2. Preis: Walter Zitzenbacher
- 1955: Dolores Viesèr
- 1953: Emma Feiks-Waldhäusl
- 1952: Julius Zerzer